# 23. ceremonia wręczenia nagród Brytyjskiej Akademii Filmowej
23. ceremonia rozdania nagród Brytyjskiej Akademii Sztuk Filmowych i Telewizyjnych.
Najwięcej statuetek otrzymał filmy Nocny kowboj, Zakochane kobiety i Och! Co za urocza wojenka (4).

## Laureaci
Laureaci oznaczeni są wytłuszczeniem

### Najlepszy film
- Nocny kowboj
- Z
- Zakochane kobiety
- Och! Co za urocza wojenka

### Najlepszy aktor
- Dustin Hoffman − John i Mary i Nocny kowboj
- Nicol Williamson − Nie do obrony
- Walter Matthau − Sekretne życie amerykańskiej żony
- Alan Bates − Zakochane kobiety

### Najlepsza aktorka
- Maggie Smith − Pełnia życia panny Brodie
- Barbra Streisand − Hello, Dolly!
- Barbra Streisand − Zabawna dziewczyna
- Mia Farrow − John i Mary
- Mia Farrow − Dziecko Rosemary
- Mia Farrow − Tajna ceremonia
- Glenda Jackson − Zakochane kobiety

### Najlepsza aktor drugoplanowy
- Laurence Olivier − Och! Co za urocza wojenka
- Robert Vaughn − Bullitt
- Jack Nicholson − Swobodny jeździec
- Jack Klugman − Żegnaj Kolumbie

### Najlepsza aktorka drugoplanowa
- Celia Johnson − Pełnia życia panny Brodie
- Mary Wimbush − Och! Co za urocza wojenka
- Pamela Franklin − Pełnia życia panny Brodie
- Peggy Ashcroft − Nie można żyć we troje

### Najlepsza reżyseria
- John Schlesinger − Nocny kowboj
- Peter Yates − Bullitt
- Richard Attenborough − Och! Co za urocza wojenka
- Ken Russell − Zakochane kobiety

### Najlepszy scenariusz
- Waldo Salt − Nocny kowboj